# 南关街道 (秦皇岛市)
南关街道，是中华人民共和国河北省秦皇岛市山海关区下辖的一个乡镇级行政单位。

## 行政区划
南关街道下辖以下地区：
车辆段社区、站西街社区、四零四社区、田园社区、新影社区、金沙河社区、南苑社区和水泉社区。